# پارک ملی اوسانگودا
پارک ملی اوسانگودا (به لاتین: Ussangoda National Park) یک پارک ملی در سری‌لانکا است که در استان جنوبی (سری‌لانکا) واقع شده‌است.